# Episodi di MacGyver (serie televisiva 2016) (quarta stagione)
La quarta stagione della serie televisiva MacGyver, composta da 13 episodi, è stata trasmessa in prima visione negli Stati Uniti d'America da CBS dal 7 febbraio all'8 maggio 2020.
In Italia la stagione è stata trasmessa in prima visione assoluta su Rai 4 dal 27 maggio al 24 giugno 2021.
| nº | Titolo originale                            | Titolo italiano            | Prima TV USA     | Prima TV Italia |
| -- | ------------------------------------------- | -------------------------- | ---------------- | --------------- |
| 1  | Fire + Ashes + Legacy = Phoenix             | Dalle ceneri               | 7 febbraio 2020  | 27 maggio 2021  |
| 2  | Red Cell + Quantum + Cold + Committed       | Il quirk                   | 14 febbraio 2020 | 27 maggio 2021  |
| 3  | Kid + Plane + Cable + Truck                 | Tra cielo e terra          | 21 febbraio 2020 | 27 maggio 2021  |
| 4  | Windmill + Acetone + Celluloid + Firing Pin | Corsa contro il tempo      | 28 febbraio 2020 | 3 giugno 2021   |
| 5  | Soccer + Desi + Merchant + Titan            | Undici metri               | 6 marzo 2020     | 3 giugno 2021   |
| 6  | Right + Wrong + Both + Neither              | Per un'ottima ragione      | 13 marzo 2020    | 3 giugno 2021   |
| 7  | Mac + Desi + Riley + Aubrey                 | Invito a cena con sorpresa | 27 marzo 2020    | 10 giugno 2021  |
| 8  | Father + Son + Father + Matriarch           | Affari di famiglia         | 3 aprile 2020    | 10 giugno 2021  |
| 9  | Code + Artemis + Nuclear + N3mesis          | Cattive ragazze            | 10 aprile 2020   | 10 giugno 2021  |
| 10 | Tesla + Bell + Edison + Mac                 | Sulle spalle dei giganti   | 17 aprile 2020   | 17 giugno 2021  |
| 11 | Psy-Op + Cell + Merchant + Birds            | Preda e predatore          | 24 aprile 2020   | 17 giugno 2021  |
| 12 | Loyalty + Family + Rogue + Hellfire         | Il lato oscuro             | 1º maggio 2020   | 17 giugno 2021  |
| 13 | Save + The + Dam + World                    | Finale di partita          | 8 maggio 2020    | 24 giugno 2021  |

## Dalle ceneri
- Titolo originale:Fire + Ashes + Legacy = Phoenix
- Diretto da: David Straiton
- Scritto da: Terry Matalas

### Trama
L'ex-agente dell'MI6 (e ora ricco mercenario per compagnie militari private) Russ Taylor recluta, diciotto mesi dopo lo scioglimento della Fenice, gli ex-membri MacGyver (che nel frattempo ha trovato un lavoro come professore universitario), Riley, Bozer, Desi (diventati rispettivamente un tecnico informatico, un regista e un buttafuori) per dare la caccia, in base a prove attendibili fornite da Russ, ad un'arma biologica sperimentale che contiene una nuova tossina botulinica venduta sul mercato nero e che dovrebbe essere usata entro 36 ore per un attacco devastante a una grande città degli Stati Uniti. Per scoprire il misterioso compratore che ne è entrato in possesso, la squadra deve pertanto infiltrarsi nella villa di un noto trafficante a Città del Messico durante un'asta per copiargli con un diversivo il libro mastro criptato contenente la lista di tutti i suoi clienti: essi appurano che l'arma era stata brevettata proprio dalla vecchia compagnia Spearhead Operations per la quale lavorava Taylor, il quale però rivela che ora intende fermare quell'uomo di nome Martin Bishop il cui fascicolo è protetto da un alto livello di classificazione. Grazie a Matty, che nel frattempo ha iniziato l'attività di relatrice per conferenze, essi vengono a sapere che come loro era un ex membro della DXS, ovvero un ingegnere creduto morto durante una missione a Budapest, e pertanto devono rintracciarlo a Los Angeles scoprendo il compound nel quale è intento ad assemblare il vettore di trasporto dell'arma: una volta preso in custodia e prima di suicidarsi, l'uomo rivela che ormai è troppo tardi per fermarlo dato che l'arma è stata caricata in un siluro a guida GPS che sta attraversando le condutture dell'acquedotto cittadino prima di colpire un impianto idrico in superficie. Una volta completata la missione isolando il vettore dentro una vasca di contenimento di una fabbrica, la squadra alla fine si riunisce alla Fenice dal momento che è stata riacquistata da Russ nei due mesi precedenti e che devono ancora fermare i restanti cospiratori alleati di Bishop.
- Nota: si tratta del primo episodio col personaggio di Russ Taylor, interpretato da Henry Ian Cusick.

- Ascolti USA: telespettatori 5 940 000[1]
- Ascolti Italia: telespettatori 369 000 – share 1,50%[2]

## Il quirk
- Titolo originale: Red Cell + Quantum + Cold + Committed
- Diretto da: David Straiton
- Scritto da: Terry Matalas

### Trama
In cambio dei nulla osta di sicurezza per poter svolgere nuovamente la propria attività, il generale del Dipartimento della Difesa John Acosta contatta Russ per reclutare MacGyver in una delle numerose "cellule rosse" incaricate di individuare eventuali debolezze nei sistemi di sicurezza e pertanto alla squadra viene commissionato il furto di un progetto altamente classificato chiamato quirk da un laboratorio militare della DARPA a Los Angeles. Una volta rubato il chip quantico ricorrente per supercomputer dentro un contenitore termico improvvisato nonostante abbiano fatto scattare inavvertitamente gli allarmi, la squadra scopre che il generale li ha resi dei ricercati dell'FBI perché invece, per poter salvare sua figlia e suo nipote che sono stati presi in ostaggio da uno dei cospiratori, sta pianificando un attacco alla sede del NORAD in Colorado usando il dispositivo. Pertanto Russ e Mac devono fermare Acosta in visita alla base missilistica con la sua assistente prima che il dispositivo, una volta caricato durante un'esercitazione nucleare, possa controllarne l'intero sistema attraverso un rootkit mentre allo stesso tempo Desi e Riley devono salvarne la famiglia prima che venga uccisa. Quando il cospiratore si suicida come Bishop dopo una dura lotta con Desi, Mac e Russ devono trovare un altro modo di entrare con un diversivo nel centro di comando attraverso un vecchio tunnel destinato all'evacuazione del personale per avvertire il generale ma la sua assistente all'improvviso gli spara, rivelandosi una delle complici della misteriosa organizzazione a cui fece riferimento Bishop, e viene uccisa dai soldati dopo che l'arma è stata distrutta da Mac al termine di una colluttazione. Al termine della missione, il generale viene curato e arrestato per aver gravemente compromesso la sicurezza nazionale ma la sua testimonianza ha potuto scagionare la squadra da ogni accusa e pertanto potranno riavere tutte le autorizzazioni necessarie per ricominciare; Russ e Mac intanto si rendono conto che quest’attivazione seriale di disastri ingegneristici ha come obiettivo il collasso completo della civiltà umana affinché possa essere ricostruita.
- Ascolti USA: telespettatori 5 770 000[3]
- Ascolti Italia: telespettatori 363 000 – share 1,60%[2]

## Tra cielo e terra
- Titolo originale: Kid + Plane + Cable + Truck
- Diretto da: Lily Mariye
- Scritto da: Rob Pearlstein

### Trama
MacGyver e il team si trovano sul loro aereo al ritorno da una missione quando si accorgono che un F-16 sta per intercettare un piccolo aereo privato passato vicino al loro e nel quale ci sono il pilota svenuto e il figlioletto di 10 anni: dopo aver contattato il bambino via radio, Mac e Desi escogitano un modo rocambolesco per salire "al volo", far riprendere conoscenza al pilota e riportarlo a terra senza carrello prima che si schianti al suolo senza più carburante. Indagando con l'aiuto di Bozer e Matty da terra, il team scopre che il pilota è stato avvelenato con una tossina nell'hangar dell'aeroporto da un meccanico che sta tentando la fuga e che, durante una colluttazione, ha infettato anche Bozer. Matty e Riley scoprono che l'uomo è stato ingaggiato dal manager di una grossa azienda aeronautica in cui lavora anche il pilota come ispettore della produzione, facendolo sembrare un incidente per insabbiare un difetto tecnico, mentre Mac progetta di atterrare sopra un'autocisterna guidata da Russ usando un potente magnete.
- Ascolti USA: telespettatori 5 830 000[4]
- Ascolti Italia: telespettatori 376 000 – share 2,00%[2]

## Corsa contro il tempo
- Titolo originale: Windmill + Acetone + Celluloid + Firing Pin
- Diretto da: Eagle Egilsson
- Scritto da: Andrew Karlsruher

### Trama
Mentre MacGyver, Desi e Riley lavorano rapidamente con le squadre di soccorso per salvare gli operai intrappolati in un edificio crollato a Karlsruhe, essi scoprono nel seminterrato un'altra bomba americana inesplosa di 1000 libbre della Seconda guerra mondiale nascosta sotto le macerie: mentre Desi continua a cercare i dispersi, Mac e Riley devono pertanto accuratamente disinnescarla grazie all'aiuto di Russ e Bozer che hanno smontato una bomba restaurata di un museo per capire come funziona. Tuttavia Mac si accorge che devono portarla fuori dall'edificio con l'ausilio di un carrello montascale per poterla lanciare dentro un furgone entro quaranta minuti, prima che esploda a causa della rottura della spoletta ad azione ritardata, proprio quando Desi sta ancora cercando una donna rimasta incastrata sotto ad una pesante lastra d'acciaio. Al termine della missione, Russ e Mac scoprono l'origine e il nome della misteriosa organizzazione di cospiratori (la CODEX) da una vecchia foto che ritrae un uomo vestito di nero assieme agli scienziati che avevano prodotto a quel tempo la bomba. 
- Ascolti USA: telespettatori 5 570 000[5]
- Ascolti Italia: telespettatori 341 000 – share 1,50%[6]

## Undici metri
- Titolo originale: Soccer + Desi + Merchant + Titan
- Diretto da: Duane Clark
- Scritto da: Cindy Appel

### Trama
Dopo essere riusciti a decrittare il loro codice di comunicazione, Russ e il team devono individuare il Mercante della CODEX allo scopo di tagliare i proventi finanziari derivanti dalle partite da lui appositamente truccate e pertanto Desi si deve infiltrare sotto copertura in una squadra di calcio femminile a Milano per poter trovare il giocatore corrotto. Dopo la morte in campo della ragazza durante una partita per essersi ribellata ai grossi debiti contratti con l'organizzazione, Desi farà in modo di prendere il suo posto nel giro di corruzione anche se questo potrebbe costarle la vita dato che le hanno innestato un chip con un comando a distanza in grado di provocare un arresto cardiaco fatale. Di conseguenza, Mac e la squadra devono riuscire ad individuare il Mercante e la sua guardia del corpo sugli spalti per impedirgli di azionare il congegno durante la finale con l'ausilio di un jammer improvvisato ma alla fine egli viene rapito dal capo dell'organizzazione per via del suo fallimento mentre Desi e Mac ritornano ad essere una coppia dopo essersi lasciati nel corso dell'anno precedente. 
- Ascolti USA: telespettatori 5 650 000[7]
- Ascolti Italia: telespettatori 435 000 – share 2,00%[6]

## Per un'ottima ragione
- Titolo originale: Right + Wrong + Both + Neither
- Diretto da: Roderick Davis
- Scritto da: Andrew Klein

### Trama
Dopo aver erroneamente creduto che il capo dell'organizzazione fosse Matty a causa di una manipolazione della foto scattata dai filmati di sorveglianza dello stadio, Russ e la squadra devono andare a salvare in Moldavia Emilia, il medico del quale cui si era innamorato cinque anni prima durante i suoi giorni di contractor militare privato, che è stata rapita dagli stessi ribelli separatisti con cui aveva combattuto. Una volta raggiunta la clinica in cui lavora, essi vi trovano il marito Victor che accusa Russ di essere stato all'origine dell'aggravamento del conflitto in atto e poi riescono a risalire al luogo dove la donna potrebbe essere prigioniera, ovvero una fabbrica di composti chimici per esplosivi da dove partono traffici clandestini con il confine ucraino. Pertanto la squadra decide di collaborare con Victor per aiutarlo a liberarsi dal ricatto dei ribelli, salvando la donna nella base in cui effettivamente viene tenuta, e liberare tutti gli altri ostaggi ma durante la fuga la donna viene ferita e Mac deve riuscire a neutralizzare gli inseguitori con un lanciagranate artigianale. Alla fine della missione, i ribelli vengono pagati per lasciare la zona e non venire pubblicamente denunciati per crimini di guerra mentre Russ saluta definitivamente Emilia e Matty dalla Fenice contatta il Supervisore al fine di avere maggiori informazioni sulla CODEX. 
- Ascolti USA: telespettatori 5 840 000[8]
- Ascolti Italia: telespettatori 415 000 – share 2,30%[6]

## Invito a cena con sorpresa
- Titolo originale: Mac + Desi + Riley + Aubrey
- Diretto da: Brad Turner
- Scritto da: Stephanie Hicks

### Trama
Un doppio appuntamento precipita nel caos quando Mac e Desi assistono all'omicidio nel retro di un ristorante francese di proprietà del socio del nuovo fidanzato di Riley, Aubrey, mentre lei cerca di mantenere con lui il segreto sul suo "lavoro quotidiano" e dei suoi amici. Quando Mac e Desi neutralizzano la sorveglianza cercando di raggiungere gli assassini di Chad, Riley e Aubrey vengono presi in ostaggio dai tre sicari della Triade cinese per farsi dare il dispositivo di sicurezza che gestisce il conto corrente della loro attività: tuttavia, Riley riesce ad informarli sulla loro destinazione al fine di attivare la Fenice per venirli a salvare. Una volta giunti nell'appartamento di Aubrey, egli viene costretto a sbloccare i due milioni rubati da Chad e Donovan alla moglie-boss di quest'ultimo ma si accorge che il conto è stato svuotato il giorno prima e pertanto Riley si mette al lavoro per ritrovarli in un conto off-shore. Nel frattempo, Desi e Mac devono escogitare un diversivo per entrare nell'edificio e pertanto Aubrey non può far altro che scoprire la vera natura del loro lavoro, trovandosi improvvisamente in mezzo ad un regolamento di conti per la conclusione di un divorzio, e decide alla fine di lasciarla. Matty fa visita al Supervisore nella sua stanza d'ospedale e lui le chiede di cercare qualcosa chiamato File 47, che descrive come "la fine del mondo".
- Ascolti USA: telespettatori 6 720 000[9]
- Ascolti Italia: telespettatori 465 000 – share 2,10%[10]

## Affari di famiglia
- Titolo originale: Father + Son + Father + Matriarch
- Diretto da: David Straiton
- Scritto da: Travis Fickett

### Trama
Quando Elliot Mason ricompare in seguito ad un attentato contro un edificio federale deserto, Mac e suo padre devono mettere da parte la loro faida per catturarlo una volta per tutte ma vengono da lui condotti nel suo cottage nei boschi e presto si rendono conto che la bomba è stata piazzata dalla CODEX, costringendo tutti e tre a collaborare per sfuggire alla sua squadra d'assalto. Essi vengono però catturati dall'organizzazione per essere portati nel loro quartier generale in mezzo alla foresta pluviale del Messico dove finalmente ne incontrano il capo chiamato "Titano", che si scopre essere la zia di Mac e cognata del Supervisore, Gwendolyn "Gwen" Hayes, un'ex agente DXS che si credeva fosse stata uccisa: quest'ultima spiega che la situazione mondiale ha costretto gli scienziati a "giocare a fare Dio" e a sterminare un quarto della popolazione terrestre per preservarne il futuro a lungo termine. La donna cerca di convincere Mac a unirsi a lei ma fallisce nell'intento mentre Mason e il padre escogitano un piano per far esplodere l'edificio dopo che Mac sarà al sicuro ma il Supervisore viene gravemente ferito e si sacrifica per innescare manualmente l'esplosione. Mac sopravvive all'autodistruzione programmata dell'edificio insieme a Mason, che poi fugge di nuovo dopo avergli detto di cancellare completamente l'organizzazione; nel frattempo la Fenice viene colta di sorpresa dalla CIA, la quale ha scoperto che Matty stava indagando sul File 47 e vuole metterla in prigione: dopo aver sventato il piano della CIA di chiudere la Fenice per furto di un progetto top-secret, Matty racconta finalmente alla squadra che tutti coloro che ci avevano lavorato alla DXS erano stati uccisi dall'Agenzia simulando incidenti tranne appunto Gwen.
- Nota: si tratta del primo episodio col personaggio di Gwendolyn Hayes, interpretata da Jeri Ryan.
- Ascolti USA: telespettatori 7 070 000[11]
- Ascolti Italia: telespettatori 478 000 – share 2,30%[10]

## Cattive ragazze
- Titolo originale: Code + Artemis + Nuclear + N3mesis
- Diretto da: Michael Martinez
- Scritto da: Brandon Botta e Casey Tollett Botta

### Trama
Mentre gli amici di Mac lo circondano durante il suo periodo di lutto, la rete elettrica di Los Angeles subisce un attacco hacker con un ransomware che ha provocato un blackout in tutta la contea e il team scopre che il codice utilizzato "N3MESIS" è stato sviluppato 7 anni prima da Riley e da due sue amiche hacker, Kai e Peyton, prima del suo arresto. Riley rintraccia Peyton, ora a capo di una società di sicurezza cibernetica da lei fondata, per ottenere il codice sorgente ma una volta riavviati i computer della centrale energetica, qualcuno ne assume il controllo bypassando il firewall e avvia una sequenza che innesca una fusione nucleare. Mentre Mac e la squadra escogitano un congegno per raffreddare il nucleo del reattore e guadagnare tempo, Riley e Desi localizzano Kai, che è stata ripresa in un video mentre hackerava la rete elettrica dal Dipartimento dell'Energia, la quale afferma di essere stata pagata sul darkweb da qualcuno che si rivela essere Peyton, la quale aveva orchestrato l'attacco per rivelare le debolezze nella sicurezza della centrale nucleare. Sebbene salvino la città dal disastro, Mac è costretto a sacrificare la vita dell'ingegnere della centrale mentre cerca di azionare manualmente i tubi dell'azoto e Riley fa visita a Kai in prigione che la ringrazia per averla aiutata a fermare Peyton. Infine Mac e Russ guardano un video che il Supervisore ha lasciato in caso di morte nel quale fornisce loro una serie di numeri, dopodiché la chiavetta USB e il portatile si autodistruggono.
- Nota: si tratta dell'ultimo episodio col personaggio di James MacGyver.
- Ascolti USA: telespettatori 6 380 000[12]
- Ascolti Italia: telespettatori 435 000 – share 2,50%[10]

## Sulle spalle dei giganti
- Titolo originale: Tesla + Bell + Edison + Mac
- Diretto da: Yangzon Brauen
- Scritto da: Rob Pearlstein

### Trama
La squadra scopre che il codice segreto lasciato dal Supervisore conduce all'indirizzo di una vecchia casa isolata nella contea di Los Angeles dove Nikola Tesla in persona nel 1922 stava costruendo una superarma di nome Shiva ma quando la CODEX li assale nell'edificio, Mac perde la memoria a breve termine durante una colluttazione nel laboratorio per impossessarsi di una mappa dell'epoca. Una volta ripresosi alla Fenice, egli si sottopone a un pericoloso trattamento sperimentale per la memoria della DARPA che lo mette in uno stato di sogno e lo trasporta indietro nel tempo agli anni '20 nella stessa casa, dove incontra un vecchio bullo della scuola, l'ingegnere della centrale nucleare che è stato sacrificato nell'episodio precedente, Thomas Alva Edison, Alexander Graham Bell, sua madre Ellen (che scopre supportare il File 47) e persino il suo io malvagio che concorda con i piani dell'organizzazione, prima di incontrare Tesla per ottenere le coordinate esatte che la sua memoria ha perso. Nel frattempo, Russ, Desi e Riley lavorano senza Mac per trovare la superarma prima dell'organizzazione cercando indizi ed informazioni nell'archivio dell'istituto scientifico dove lo scienziato insegnava e riescono a risalire fino ad una miniera abbandonata dove scoprono che si tratta di un tipo di cannone a raggi elettromagnetici; un Mac guarito contatta la squadra al telefono e li aiuta ad armare e usare l'arma, che sbaraglia tutti i soldati della CODEX tranne Scarlett, che fugge. L'episodio si chiude con Desi che prepara la cena per Mac a casa sua mentre Mac guarda una finestra con una bussola in mano e vede il suo lato malvagio sorridergli prima di scomparire.
- Ascolti USA: telespettatori 6 440 000[13]
- Ascolti Italia: telespettatori 333 000 – share 1,50%[14]

## Preda e predatore
- Titolo originale: Psy-Op + Cell + Merchant + Birds
- Diretto da: Ericson Core
- Scritto da: Stephanie Hicks e Andrew Klein (soggetto); Cindy Appel e Andrew Karlsruher (sceneggiatura)

### Trama
Dopo aver catturato il Mercante della CODEX a Shanghai nell'arco delle 48 ore precedenti, la Fenice lo seda e lo riporta alla base dove Russ escogita un'elaborata simulazione per fargli credere di essere in una prigione cinese con Mac come compagno di cella. Fingendo che la zia Gwen lo abbia convinto a unirsi all'organizzazione, Mac cerca di ottenere la sua fiducia per fargli rivelare la posizione del loro nuovo bunker operativo e le informazioni sulle loro prossime mosse: tuttavia, il Mercante scopre la simulazione dalle condizioni ambientali della cella e fa inviare un messaggio di soccorso in codice alla CODEX, che ha intenzione di assaltare l'edificio della Fenice per liberarlo. Mentre il team affronta la squadra d'assalto dell'organizzazione, il Mercante viene portato via in auto ma si scopre che i suoi rapitori sono Russ e Bozer: Russ rivela di aver intercettato il messaggio in precedenza e che la battaglia a cui il Mercante ha assistito era stata solamente una messa in scena per poter risalire alla nuova ubicazione della CODEX. Intanto Riley si rende conto di provare qualcosa per Mac, cosa di cui Bozer si accorge immediatamente, e decide di andarsene da casa loro mentre Mac visita il Mercante nella prigione di massima sicurezza chiedendogli come abbia quasi creduto al suo impegno di unirsi a loro ed egli afferma che Mac sembrava davvero indeciso sui suoi ideali.
- Ascolti USA: telespettatori 6 190 000[15]
- Ascolti Italia: telespettatori 378 000 – share 1,90%[14]

## Il lato oscuro
- Titolo originale: Loyalty + Family + Rogue + Hellfire
- Diretto da: Geoff Shotz
- Scritto da: Jim Adler

### Trama
Russ mette in dubbio la lealtà di Mac quando il biofeedback rivela che non stava mentendo nelle sue conversazioni in cella con il Mercante: Mac insiste nell'aver recitato una parte, ma anche Desi è sospettosa così come il resto del team. Gwen incontra Mac in un bar per riprovare a reclutarlo nell'organizzazione che sua madre ha creato e gli rivela che la donna non è morta di cancro ma è stata assassinata dal governo degli Stati Uniti: Russ e Matty si recano alla Casa Bianca per ottenere supporto militare e fermare definitivamente i piani terroristici della CODEX ma Mac si oppone fermamente ad un attacco missilistico pianificato sapendo che ci sono anche persone innocenti nel loro quartier generale nel Montana. Egli decide di liberare Scarlett dalla custodia della Fenice per aiutarlo a salvare tutte quelle persone, persuaso che il modo migliore per fermare la CODEX sia unirsi a loro per convincerli che ci sono altri modi per raggiungere i loro obiettivi, e pertanto viene spiccato un mandato d'arresto nei suoi confronti come nemico dello Stato. Riley non sembra così convinta delle cattive intenzioni di Mac, che nel frattempo è intento a sottrarre da un centro di ricerca della Fenice l'arma Shiva creata da Tesla, e decide di seguirli all'insaputa degli altri lasciando però dietro di sé una traccia: dopo 12 ore dal furto, i tre ricercati usano l'arma, dopo uno scontro con gli agenti della CODEX nei boschi intorno al cottage, per contrastare il missile del drone della Fenice in arrivo e alla fine Gwen accoglie Mac e Riley nella sua organizzazione, nel cui bunker sotterraneo si cela un’intera città ricostruita.
- Ascolti USA: telespettatori 5 890 000[16]
- Ascolti Italia: telespettatori 351 000 – share 2,40%[14]

## Finale di partita
- Titolo originale: Save + The + Dam + World
- Diretto da: Carlos Bernard
- Scritto da: Terry Matalas (soggetto); Cindy Appel (sceneggiatura)

### Trama
Nel complesso sotterraneo della CODEX Mac incontra finalmente Leland, ovvero il capo di Gwen e l'uomo che le salvò la vita, che gli racconta che l'organizzazione ha origini plurisecolari con lo scopo di salvare il mondo dalla sua autodistruzione e poi assegna a lui e Riley assieme ad altre squadre operative un incarico di trasporto e, sebbene siano tenuti all'oscuro dei piani del gruppo, Mac deduce che abbiano una sorta di ordigno nucleare avendo visto dei dosimetri per misurare il livello di radiazioni e dei codici informatici che fanno riferimento ad una fissione. Essi vengono fermati ed affrontati durante il tragitto da Russ e Desi sotto la minaccia delle armi e Mac riesce a convincerli di essere ancora dalla loro parte mentre il team scopre il vero motivo per cui Russ ha acquistato la Fenice, ma l'incontro viene ripreso da una telecamera dell'organizzazione. Leland mostra il filmato a Gwen e afferma che Mac e Riley verranno uccisi da un elicottero d'attacco quando raggiungeranno la loro finta destinazione in un deposito insieme ai membri della squadra di Gwen: solo loro due riescono ad uscirne vivi e, assieme a Desi e Russ, riescono ad intercettare il vero carico. Mac riesce a convincere Gwen ad aiutarlo a salvare il mondo e capisce che la bomba nucleare verrà usata per innescare l'enorme vulcano che si trova sotto il Parco Nazionale di Yellowstone, facendo esplodere una diga di proprietà della CODEX e convogliando l'acqua lungo un passaggio scavato per milleseicento chilometri fin dentro la camera magmatica. Essi non possono impedire l'esplosione della bomba ma possono disattivarne la reazione nucleare a catena con una carica cava: sfortunatamente il suo dispositivo di temporizzazione viene distrutto in una colluttazione e così Gwen si offre volontaria per attivare manualmente il dispositivo di Mac, sacrificando così la propria vita. Una volta riunitosi con la Fenice, Mac ne prende temporaneamente il comando ed organizza un'udienza al Senato in cui presenta la ricerca di sua madre sui numerosi cambiamenti climatici alla base del File 47.
- Nota: si tratta dell'ultimo episodio col personaggio di Gwendolyn Hayes.
- Ascolti USA: telespettatori 5 770 000[17]
- Ascolti Italia: telespettatori 251 000 – share 1,30%[18]